# Georg Schenk von Limpurg
Georg III. Schenk von Limpurg (né le 31 mai 1522 au château d'Altenburg (de)) est prince-évêque de Bamberg de 1505 à sa mort.

## Biographie
Georg vient de la famille Schenken von Limpurg (de).
Au moment de son élection, Jules II est pape et Maximilien, empereur.
Georg Schenk von Limpurg contribue à la Constitutio Criminalis Bambergensis (de) avec son précepteur Jean de Schwarzenberg (de). Elle est publiée en 1507 par Hans Pfeil. Elle contient des idées humanistes des écoles italiennes de droit. Elle définit notamment l'usage de la torture, allant ainsi contre un usage arbitraire.
Georg Schenk von Limpurg est le conseiller de l'empereur Maximilien, en particulier lors de la Diète d'Empire à Augsbourg en 1518, correspond avec des savants et Martin Luther et interdit la publication de la bulle papale contre lui.
Son tombeau est l'œuvre de Loy Hering (de).
Dans la pièce Götz von Berlichingen (de) de Johann Wolfgang von Goethe, il est la figure de l'évêque de Bamberg.